# Partit Progressista del Poble
|  | Per a altres significats, vegeu «Partit Progressista del Poble Treballador». |

El Partit Progressista del Poble és un partit polític guyanés d'orientació socialista, fundat el 1950. Es troba en el poder de forma continuada des de 1992. El seu secretari general és Donald Ramotar. En les eleccions parlamentàries de novembre de 2011 va aconseguir el 48,6% dels vots, aconseguint 32 dels 65 escons al parlament. El Partit polític es va fundar l'1 de gener de 1950, sent el seu líder Cheddi Jagan. Forbes Burnham i Janet Jagan van ser nomenats President i Secretari General, respectivament. El primer congrés es va celebrar l'1 d'abril de 1951. Amb el suport crucial dels treballadors organitzats, va emergir victoriós en les eleccions legislatives de 1953 i Jagan es va convertir en Primer Ministre. Després que el nou govern intentés modernitzar les lleis laborals vigents en la colònia, el governador britànic, Sir Alfred Savage el va destituir als pocs mesos d'haver assumit el càrrec i va prohibir la branca juvenil del partit, en considerar que existien elements comunistes infiltrats.